# جنی رایت
جنی رایت (انگلیسی: Jenny Wright؛ زادهٔ ۲۳ مارس ۱۹۶۲) یک هنرپیشه اهل ایالات متحده آمریکا است.
از فیلم‌ها یا برنامه‌های تلویزیونی که وی در آن نقش داشته‌است می‌توان به دیوار پینک فلوید، مرد چمن‌زن، تاریکی نزدیک، اسلحه‌های جوان ۲، گردباد و آتش سنت المو اشاره کرد.